# Abraham et Melchisédech
Abraham et Melchisédech est une peinture réalisée en 1616-1617 par Pierre Paul Rubens, montrant la rencontre entre Abraham et Melchisédech telle que relatée dans la Genèse 14. Peinture sur bois transférée sur toile en 1833, elle mesure 204 × 250 cm et se trouve toujours au musée des Beaux-Arts de Caen.

## Historique
Les origines de la peinture sont inconnues. On sait qu'elle appartient à la famille Du Bois lorsque, fin 1749, elle est achetée pour Guillaume VIII, landgrave de Hesse-Cassel par un marchand d'art anversois, Gerard Hoet (d), pour 6 000 florins. À partir de cette date, elle  est considérée comme un pendant du Couronnement du héros vertueux dans l'inventaire de la galerie de Cassel. Les deux tableaux sont confisqués en 1806 par Vivant Denon et envoyés à Paris. Abraham et Melchisédech est retenue pour le musée de Caen en 1811. Après la chute de Napoléon, l'électeur de Hesse envoie une délégation en 1815 pour le récupérer, bien qu'Élouis (conservateur du musée de Caen) fasse semblant de ne pas pouvoir le retrouver. Les Allemands sont partis bredouilles, mais ont continué à essayer de récupérer le tableau jusqu'en 1830.

## Sujet
Le sujet du tableau est tiré de la Bible (Livre de la Genèse, 14, 1-24). Ayant appris que Loth, son neveu, était tombé aux mains des « quatre grands rois », Abraham les attaque par surprise avec ses partisans et le délivre. Lorsqu'il revient triomphalement au pays de Canaan, où il s'est établi, il est accueilli par Melchisédech, roi de Salem et grand prêtre de Dieu, qui lui apporte du pain et du vin. Cette rencontre est ensuite interprétée comme une préfiguration de l'Eucharistie et la venue de Melchisédech comme une annonce de celle du Christ.